# Свердлов Саул Маркович
Саул Маркович Свердлов (січень 1902, місто Курськ, тепер Російська Федерація — розстріляний 28 серпня 1938, місто Москва, Російська Федерація) — радянський партійний діяч, 1-й секретар Східно-Казахстанського обласного комітету КП(б) Казахстану. Депутат Верховної Ради СРСР 1-го скликання (1937—1938).

## Біографія
Народився в родині ремісника. Закінчив чотирикласне міське училище в місті Курську. У 1918 році вступив до комсомолу.
У липні 1918 — квітні 1919 року — секретар Курського міського комітету Комуністичної спілки молоді.
У травні — серпні 1919 року — червоноармієць 25-ї стрілецької дивізії РСЧА на Східному фронті. У серпні — листопаді 1919 року — інструктор політичного відділу 13-ї армії РСЧА на Південному фронті.
Член РКП(б) з жовтня 1919 року.
У листопаді 1919 — березні 1921 року — секретар Курського губернського комітету Комуністичної спілки молоді (КСМ).
У березні 1921 — жовтні 1922 року — заступник завідувача організаційного відділу ЦК РКСМ у Москві.
У жовтні 1922 — березні 1924 року — студент факультету суспільних наук 1-го Московського державного університету, закінчив два курси.
У квітні 1924 — березні 1929 року — завідувач організаційного відділу Чорноміського районного комітету КП(б) Азербайджану в Баку. У березні — листопаді 1929 року — заступник завідувача організаційного відділу Бакинського міського комітету КП(б) Азербайджану.
У березні 1930 — жовтні 1932 року — заступник завідувача організаційного відділу Уральського обласного комітету ВКП(б).
У жовтні 1932 — лютому 1933 року — слухач курсів марксизму в Москві.
У березні 1933 — вересні 1934 року — начальник політичного відділу Кам'янської машинно-тракторної станції (МТС) Київської області.
У вересні 1934 — лютому 1938 року — 1-й секретар Східно-Казахстанського обласного комітету КП(б) Казахстану. Входив до складу особливої трійки по Східно-Казахстанській області, створеної за наказом НКВС СРСР від 30 липня 1937 року, брав активну участь у сталінських репресіях. 8 лютого 1938 року звільнений з посади «через хворобу» і направлений у розпорядження ЦК ВКП(б).
Заарештований 19 травня (за іншими даними, 19 березня) 1938 року Сочинським відділом УНКВС Краснодарського краю. У травні 1938 року виключений з партії. Засуджений Особливою нарадою при НКВС СРСР в Москві 28 серпня 1938 року за статтями 58-2, 58-7, 58-8, 58-11 КК РРФСР до смертної кари. Того ж дня розстріляний.
Реабілітований постановою Військової колегії Верховного суду СРСР 26 травня 1956 року. Відновлений в КПРС рішенням КПК при ЦК КПРС 12 грудня 1956 року.